# Noctua noacki
Noctua noacki är en fjärilsart som beskrevs av Charles Boursin 1957. Noctua noacki ingår i släktet Noctua och familjen nattflyn. Inga underarter finns listade i Catalogue of Life.